# Савинова, Евгения Исидоровна
Евгения Исидоровна Савинова (1936—2024)— советский и российский врач, народный депутат СССР (1989—1991).
Родилась в 1936 году в Одессе в семье Исидора Ильича Лезнова (1904—1973). С 1946 года жила с родителями в Чистополе, где её отец с 1946 по 1972 год работал директором судоремонтного завода.
Окончила Первый Ленинградский медицинский институт имени академика И. П. Павлова (1959).
Начинала свою трудовую деятельность в военном лазарете. Затем работала в городской больнице Казани.
С 1969 года в Чистополе: врач-оториноларинголог в Чистопольской ЦРБ, затем в линейной больнице поселка Водников.
Народный депутат СССР от Чистопольского национально-территориального округа № 645 Татарской АССР (1989—1991). Член комитета по охране здоровья.
Заслуженный врач Татарской АССР.
Умерла 29 сентября 2024 года.